# 557. pehotni polk (Wehrmacht)
Za druge 557. polke glejte 557. polk.
557. pehotni polk (izvirno nemško Infanterie-Regiment 557) je bil eden izmed pehotnih polkov v sestavi redne nemške kopenske vojske med drugo svetovno vojno.

## Zgodovina
Polk je bil ustanovljen 22. maja 1940 kot »Walküre« enota 10. vala iz nadomestnih čet WK II in dodeljen 280. pehotni diviziji.
Med 10. in 11. junijem 1940 se je polk zbral in do 25. julija 1940 je bil polk razpuščen zaradi hitrega zaključka francoske kampanje; čete so bile vrnjene k izvirnim enotam.
Polk je bil ponovno ustanovljen 15. decembra 1941 kot polk 17. vala, kot »Walküre« enota WK XVII, iz delov 131., 133., 134. in 262. pehotnega polka; polk je bil dodeljen 331. pehotni diviziji.
15. oktobra istega leta je bil polk preimenovan v 557. grenadirski polk.